# Diminutiv (Aktionsart)
Diminutiv (auch Deminutiv, Diminutivum – von lat. deminuere „verringern, vermindern“), gelegentlich auch Attenuativ genannt, bezeichnet die Aktionsart eines Verbs, die eine geringere Intensität einer Handlung ausdrückt.
Beispiele im Deutschen: 
- hüsteln („ein bisschen husten“)
- lächeln („leise lachen“)
- köcheln („mit geringer Hitze kochen“)

Im Deutschen werden diminutive Verben meist mit -el- oder -er- vom originalen Verb abgeleitet (dazu tritt dann ein Infinitiv-n), wie auch frequentative oder iterative Verben. 
Als attenuative Aktionsart wird in der russischen Grammatik auch das Präfix po- eingestuft. Es ist auf den perfektiven Aspekt beschränkt, z. B. пообсохнуть [poobsoxnut'] „langsam, allmählich trocknen“.

## Quelle
- Helmut Glück: Metzler Lexikon Sprache. Verlag J.B. Metzler, Stuttgart, Weimar, 1993.